# Comarcas da Andaluzia

Comarcas da Andaluzia

De acordo com a Junta, a Andaluzia divide-se em 59 comarcas:

## Comarcas de Almeria

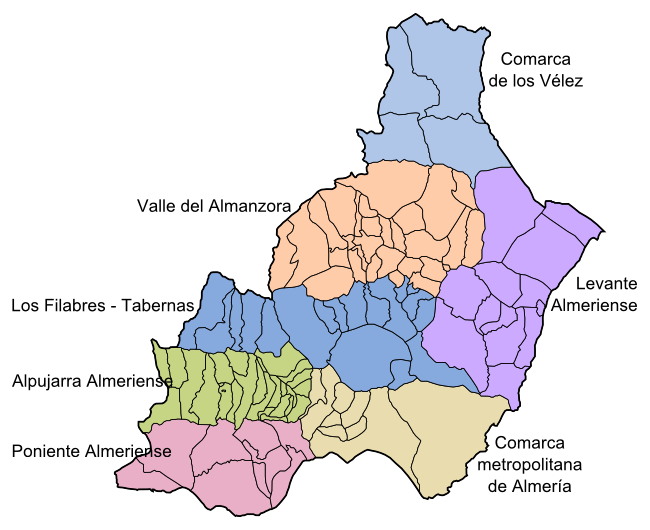
Comarcas da Almeria

- Comarca Metropolitana de Almería
- Alpujarra Almeriense
- Los Filabres-Tabernas
- Levante Almeriense
- Poniente Almeriense
- Valle del Almanzora
- Comarca de Los Vélez

## Comarcas de Cádiz

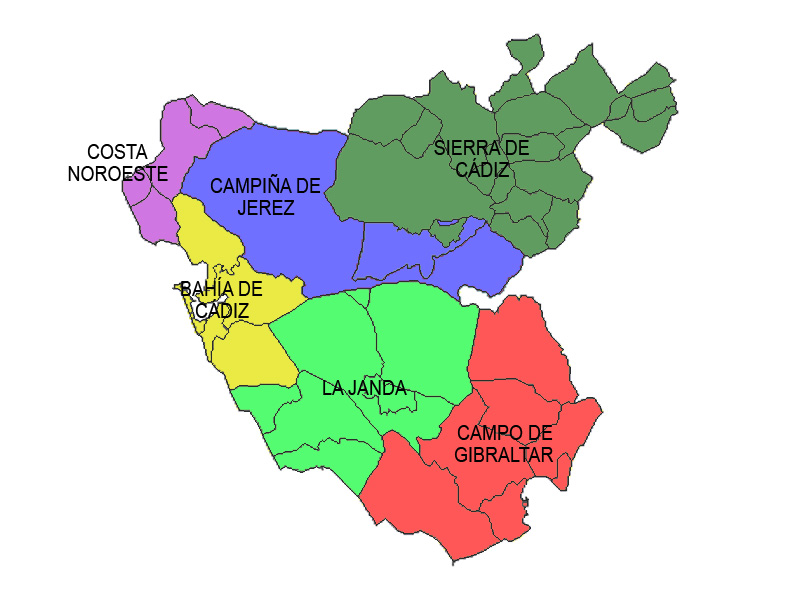
Comarcas de Cádiz

- Bahía de Cádiz
- Campiña de Jerez
- Campo de Gibraltar
- Costa Noroeste de Cádiz
- La Janda
- Sierra de Cádiz

## Comarcas de Córdova

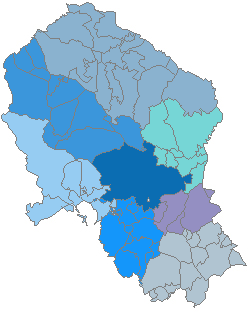
Comarcas de Córdova

- Alto Guadalquivir
- Campiña de Baena
- Campiña Sur
- Comarca de Córdoba
- Subbética
- Valle del Guadiato
- Valle Medio del Guadalquivir
- Valle de los Pedroches

## Comarcas de Granada

Comarcas de Granada

- La Accitania
- Comarca de Alhama
- Alpujarra Granadina
- Comarca de Baza
- Costa Tropical
- Comarca de Huéscar
- Comarca de Loja
- Los Montes
- Valle de Lecrín
- Vega de Granada

## Comarcas de Huelva

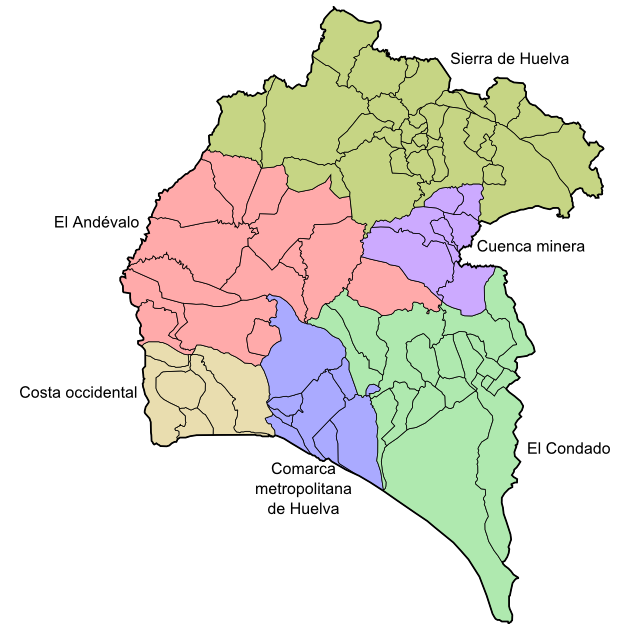
Comarcas de Huelva

- Andévalo
- Condado de Huelva
- Costa Ocidental de Huelva
- Cuenca Minera
- Comarca Metropolitana de Huelva
- Serra de Huelva

## Comarcas de Jaén

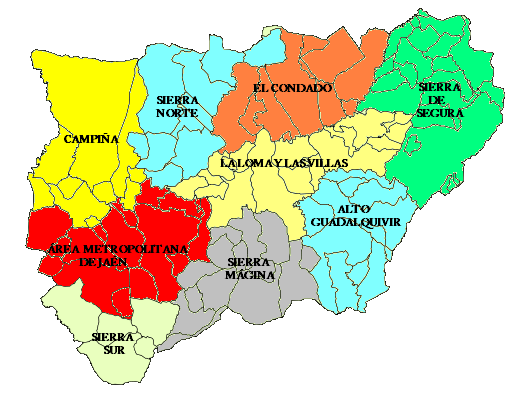
Comarcas de Jaén

- Campiña de Jaén
- El Condado de Jaén
- Comarca Metropolitana de Jaén
- Las Lomas y Las Villas
- Sierra de Cazorla
- Sierra Mágina
- Sierra Norte de Jaén
- Sierra de Segura
- Sierra Sur de Jaén

## Comarcas de Málaga

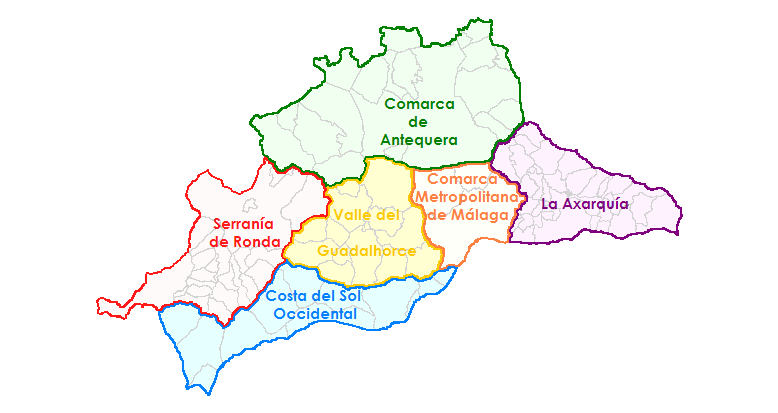
Comarcas de Málaga

- Comarca de Antequera
- La Axarquía
- Costa del Sol Occidental
- Comarca Metropolitana de Málaga
- Serranía de Ronda
- Valle del Guadalhorce

## Comarcas de Sevilha

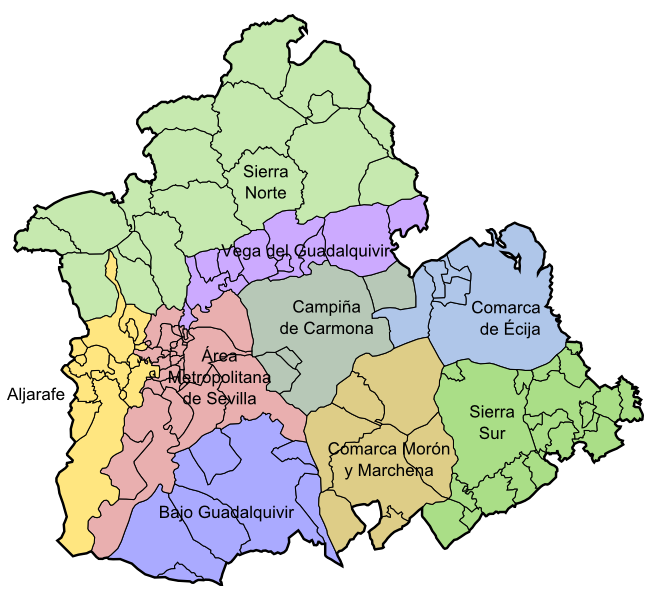
Comarcas de Sevilha

- El Aljarafe
- Comarca del Bajo Guadalquivir
- Campiña de Morón y Marchena
- Campiña de Carmona
- Comarca de Écija
- Comarca Metropolitana de Sevilha
- Sierra Norte de Sevilla
- Sierra Sur de Sevilla
- Vega del Guadalquivir